# Kyzył-Tajga (wieś)
Kyzył-Tajga (ros. Кызыл-Тайга) – wieś w Rosji, w Tuwie, w kożuunie sut-cholskim. W 2010 liczyła 538 mieszkańców.